# دانا داوسون
دانا داوسون (بالإنجليزية: Dana Dawson)‏ (و. 1974 – 2010 م) هي ممثلة، وموسيقية، وكاتبة أغاني، ومغنية، وممثلة مسرحية، وممثلة تلفزيونية، وممثلة أفلام أمريكية، توفيت في نيويورك، عن عمر يناهز 36 عاماً، بسبب سرطان، وسرطان القولون.

## وصلات خارجية
- دانا داوسون على موقع IMDb (الإنجليزية)
- دانا داوسون على موقع ميوزك برينز (الإنجليزية)
- دانا داوسون على موقع قاعدة بيانات برودواي على الإنترنت (الإنجليزية)
- دانا داوسون على موقع أول ميوزيك (الإنجليزية)
- دانا داوسون على موقع ديسكوغز (الإنجليزية)
- دانا داوسون في قاعدة بيانات الأفلام على الإنترنت